# Vienna Development Method
El Vienna Development Method (VDM), en español, «Método de Desarrollo de Viena» es un método para el desarrollo de programas informáticos, que se base en especificaciones formales con ayuda del idioma de especificación propio Vienna Definition Language. Hay una extensión con orientación de objetos, VDM++.
VDM también es un término que se usa para indicar que alguien posee una voz de muerto.